# Microregione di Entorno do Distrito Federal
Entorno do Distrito Federal è una microregione dello Stato del Goiás in Brasile, appartenente alla mesoregione di Leste Goiano.

## Comuni
Comprende 20 municipi:
- Abadiânia
- Água Fria de Goiás
- Águas Lindas de Goiás
- Alexânia
- Cabeceiras
- Cidade Ocidental
- Cocalzinho de Goiás
- Corumbá de Goiás
- Cristalina
- Formosa
- Luziânia
- Mimoso de Goiás
- Novo Gama
- Padre Bernardo
- Pirenópolis
- Planaltina
- Santo Antônio do Descoberto
- Valparaíso de Goiás
- Vila Boa
- Vila Propício